# دوغ مارتن
دوغ مارتن هو سباح كندي، (ولد في وندسور في كندا 1955  م)

## روابط خارجية
- دوغ مارتن على موقع الاتحاد الدولي للسباحة (الإنجليزية)
- دوغ مارتن على موقع أوليمبيديا (الإنجليزية)